# Lorey
Pour les articles homonymes, voir Lorey (homonymie).
Pour la commune du département de la Manche, voir Le Lorey.
Pour les articles ayant des titres homophones, voir Loret et Loré.
Lorey est une commune française située dans le département de Meurthe-et-Moselle en région Grand Est.

## Géographie
|                       | Saint-Mard | Domptail-en-l'Air |
| Neuviller-sur-Moselle | Lorey      |                   |
|                       | Bayon      | Haigneville       |

### Hydrographie
La commune est dans le bassin versant du Rhin au sein du bassin Rhin-Meuse. Elle est drainée par la Moselle, le ruisseau de Simfond, le ruisseau le Petra et l'Euron,.
La Moselle, d'une longueur totale de 560 kilomètres dont 314 kilomètres en France, prend sa source dans le massif des Vosges au col de Bussang et se jette dans le Rhin à Coblence en Allemagne.

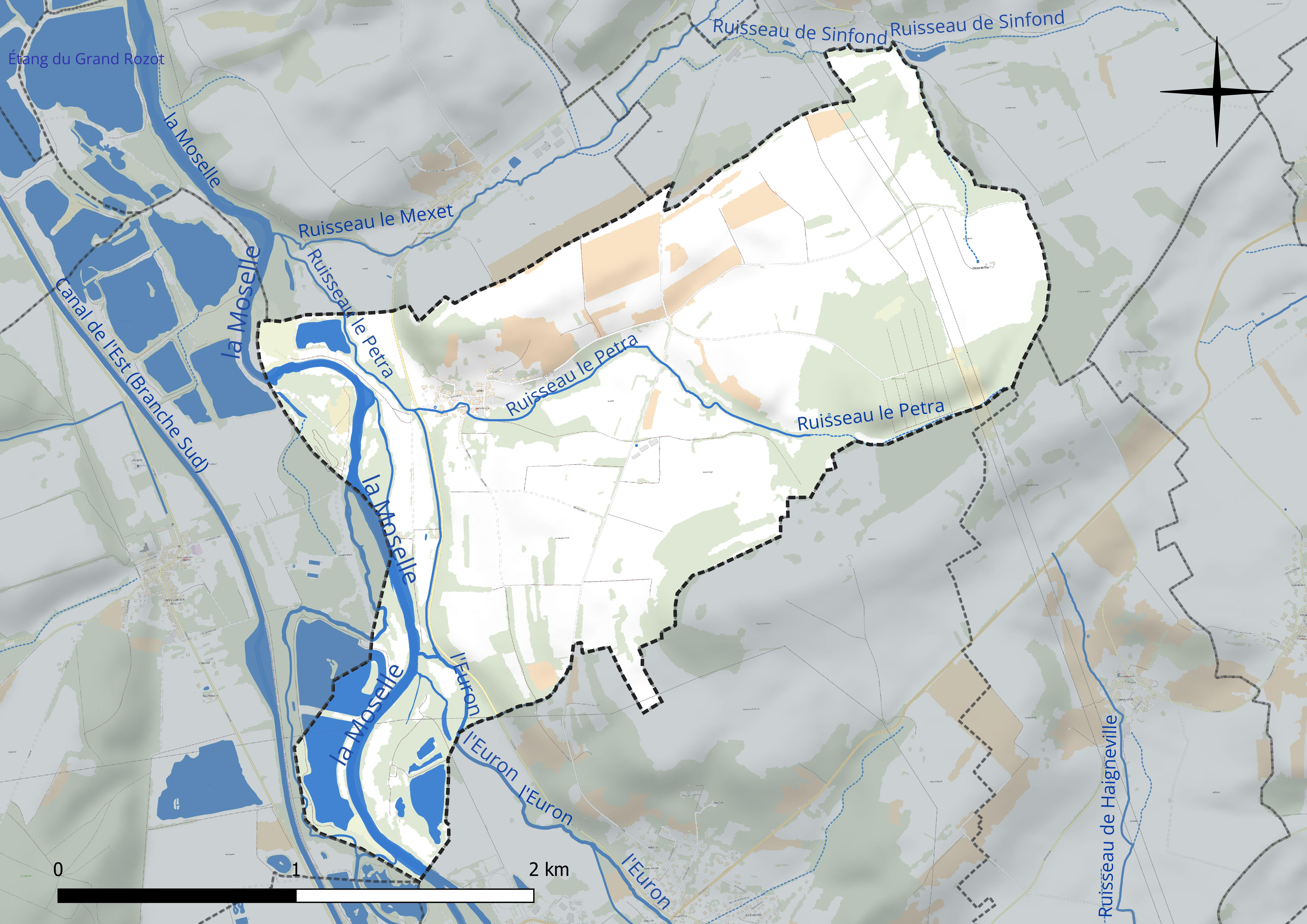
Réseau hydrographique de Lorey.

### Climat
Pour des articles plus généraux, voir Climat du Grand Est et Climat de Meurthe-et-Moselle.
En 2010, le climat de la commune est de type climat des marges montargnardes, selon une étude du Centre national de la recherche scientifique s'appuyant sur une série de données couvrant la période 1971-2000. En 2020, Météo-France publie une typologie des climats de la France métropolitaine dans laquelle la commune est exposée à un climat semi-continental et est dans la région climatique  Lorraine, plateau de Langres, Morvan, caractérisée par un hiver rude (1,5 °C), des vents modérés et des brouillards fréquents en automne et hiver.
Pour la période 1971-2000, la température annuelle moyenne est de 9,8 °C, avec une amplitude thermique annuelle de 17,1 °C. Le cumul annuel moyen de précipitations est de 929 mm, avec 12,2 jours de précipitations en janvier et 9,8 jours en juillet. Pour la période 1991-2020, la température moyenne annuelle observée sur la station météorologique de Météo-France la plus proche, « Nancy-Essey », sur la commune de Tomblaine à 22 km à vol d'oiseau, est de 11,0 °C et le cumul annuel moyen de précipitations est de 746,3 mm. 
La température maximale relevée sur cette station est de 40,1 °C, atteinte le 24 juillet 2019 ; la température minimale est de −24,8 °C, atteinte le 21 février 1956,,.
Les paramètres climatiques de la commune ont été estimés pour le milieu du siècle (2041-2070) selon différents scénarios d'émission de gaz à effet de serre à partir des nouvelles projections climatiques de référence DRIAS-2020. Ils sont consultables sur un site dédié publié par Météo-France en novembre 2022.

## Urbanisme

### Typologie
Au 1er janvier 2024, Lorey est catégorisée commune rurale à habitat très dispersé, selon la nouvelle grille communale de densité à sept niveaux définie par l'Insee en 2022.
Elle est située hors unité urbaine. Par ailleurs la commune fait partie de l'aire d'attraction de Nancy, dont elle est une commune de la couronne,. Cette aire, qui regroupe 353 communes, est catégorisée dans les aires de 200 000 à moins de 700 000 habitants,.

### Occupation des sols
L'occupation des sols de la commune, telle qu'elle ressort de la base de données européenne d’occupation biophysique des sols Corine Land Cover (CLC), est marquée par l'importance des territoires agricoles (87,5 % en 2018), en augmentation par rapport à 1990 (83,3 %). La répartition détaillée en 2018 est la suivante : 
terres arables (27,4 %), prairies (25 %), zones agricoles hétérogènes (23,4 %), cultures permanentes (11,9 %), forêts (9 %), eaux continentales (3,4 %). L'évolution de l’occupation des sols de la commune et de ses infrastructures peut être observée sur les différentes représentations cartographiques du territoire : la carte de Cassini (XVIIIe siècle), la carte d'état-major (1820-1866) et les cartes ou photos aériennes de l'IGN pour la période actuelle (1950 à aujourd'hui).

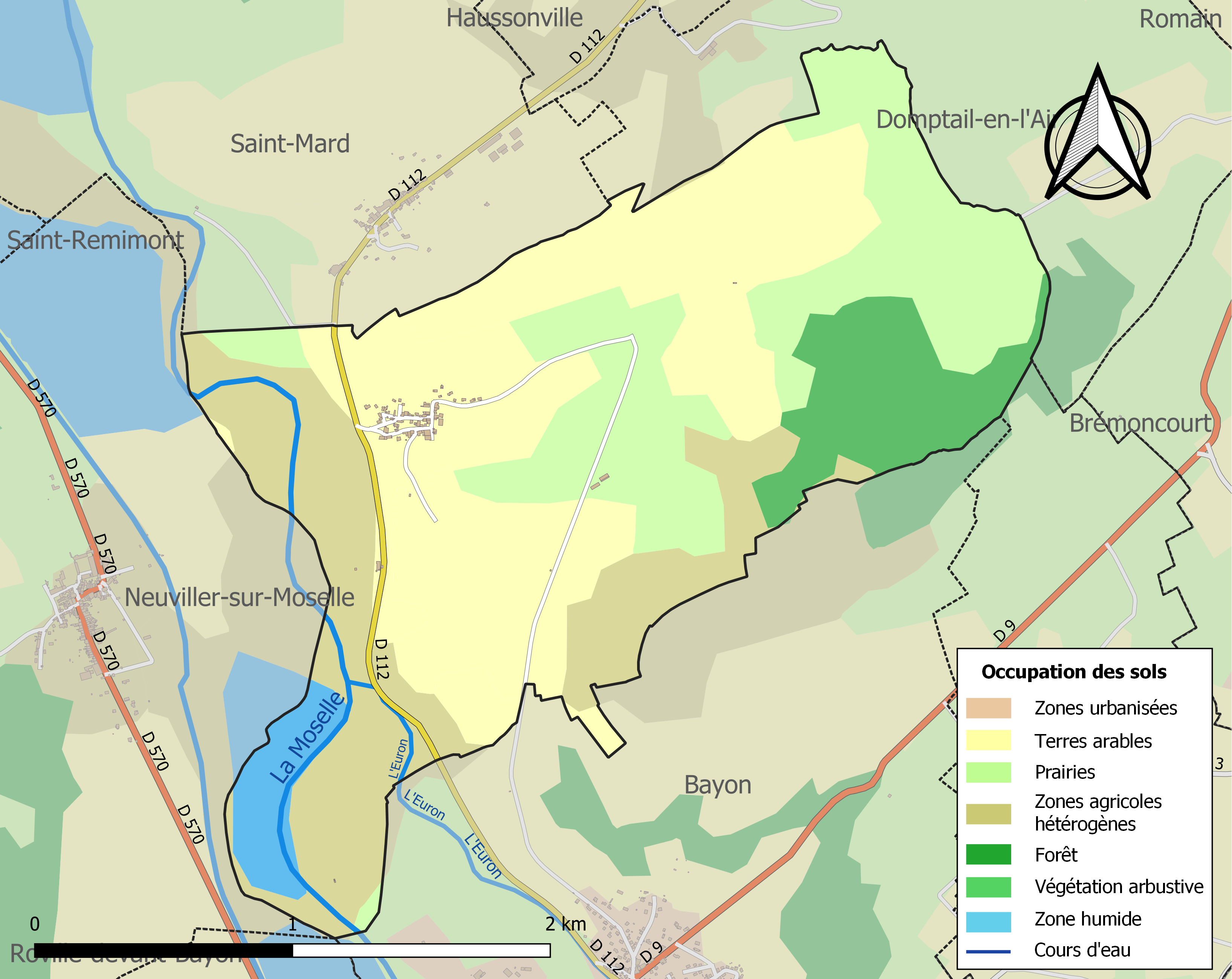
Carte des infrastructures et de l'occupation des sols de la commune en 2018 (CLC).

## Toponymie
Le nom de la localité est attesté sous les formes Vinea in Loreio ; furnum banale de Lorei (1127-1168) ; Rodulfus de Lorea (vers 1189) ; Lorium (XIVe siècle) ; Lourey (1424) ; Lorey-sur-Moselle (1493) ; Lorrey (1499) ; Lorrey (1532) ; Lorret, Lorreit (1550) ; Lorey-lès-Bayon (1594) ; Lorey-devant-Bayon (1611) ; Lorray (1793) ; Lorrey (1801). Au cours des années 1900, le village est brièvement renommé Lorey-sur-Moselle avant de se renommer simplement Lorey par la suite.

Le nom du village viendrait du latin Loreium, qui se rapporte à des termes variés dont les définitions sont très diversifiées. Du nom latin laurus du « laurier » qui a aussi fourni l’anthroponyme roman Laurus, à l’origine de nombreux toponymes pouvant prêter à confusion. Ce sont les suffixes en principe réservés aux noms de personnes qui nous permettent alors de faire le tri entre le végétal et l’humain. C'est le dérivé gallo-romain Laurius, avec le suffixe -acum, qui a donné Lorey.

## Histoire
Aux XVIIIe et XIXe siècles, des traces de l'existence d'un village ancien ont été retrouvées au lieu dit « Voinérange ». Un puits y a été retrouvé ainsi que les traces d'un chemin pavé dont les traces subsistent encore aujourd'hui. Selon une légende locale, le chemin pavé reliait cet ancien village à celui de Bainville-aux-miroirs. Cet ancien village date au moins d'avant le XVIe siècle, ce qui nous est indiqué par la présence dans l'Eglise de Lorey de deux inscriptions, dont la plus ancienne date de 1552.
Au lieu dit de la « Goulle », à l'écart de l'ancien village, des vestiges d'une léproserie ont été retrouvés. Ce bâtiment servait à accueillir les lépreux ainsi que les pestiférés.
Des traces d'un ancien château ont également été retrouvées au lieu-dit « Haut du Saut » en 1846 lors de la construction d'une maison. Un souterrain a également été retrouvé. Il communiquait avec l'ancien château de Neuviller-sur-Moselle.
Jusqu'au milieu du XXe siècle, une grande partie de la production était une production viticole. Cette production était due au nombre important de vignes présentes sur le territoire de la commune. Cette présence est encore présente aujourd'hui sur place avec la présence de terrains toujours vide mais également dans le nom des lieux-dits de la commune (Vignes Gonesses, Vignes Bourlières, Haut des vignes).
En 1914, lors de la Première Guerre mondiale, plus précisément au cours de la bataille de la trouée de Charmes, le 16e Corps d'armée se replie le 23 août sur cette position. Ainsi, les hauteurs du village servent de point d'appui pour les troupes françaises. L'artillerie française va, depuis les hauteurs de Lorey, bombarder les troupes allemandes qui approchent sur la route depuis Lunéville. À partir du 25 août, les troupes françaises se lancent dans la bataille du Grand couronné à partir des hauteurs du village. Durant le reste de la guerre, le village de Lorey devient une base arrière pour des régiments d'artillerie notamment. Des manœuvres régulières sont organisées. Un soldat va d'ailleurs mourir au cours d'un accident de manœuvre dans le village le 28 août 1915,.

## Politique et administration
| Période                                  | Période   | Identité               | Étiquette | Qualité |
| ---------------------------------------- | --------- | ---------------------- | --------- | ------- |
| 1871                                     | 1890      | Joseph Rouyer          |           |         |
| 1890                                     | 1896      | François Villaume      |           |         |
| 1896                                     | 1900      | Joseph Bazin           |           |         |
| 1900                                     | 1902      | Sigisbert Cardot       |           |         |
| 1902                                     | 1908      | Joseph Nicolas Marotel |           |         |
| 1908                                     | 1924      | Hyacinthe Michel       |           |         |
| 1924                                     | 1925      | Camille Bagard         |           |         |
| 1926                                     | 1935      | Fernand Mangin         |           |         |
| 1935                                     | 1945      | Charles Thouvenin      |           |         |
| 1945                                     | ?         | "Lemoine"              |           |         |
| Les données manquantes sont à compléter. |           |                        |           |         |
| mars 2001                                | mars 2008 | Philippe Guichard      | DVG       |         |
| mars 2008                                | 2014      | Xavier Trévillot       |           |         |
| 2014                                     | mai 2020  | Georges Rouy           |           |         |
| mai 2020                                 | En cours  | Xavier Trévillot       |           |         |

## Démographie
L'évolution du nombre d'habitants est connue à travers les recensements de la population effectués dans la commune depuis 1793. Pour les communes de moins de 10 000 habitants, une enquête de recensement portant sur toute la population est réalisée tous les cinq ans, les populations de référence des années intermédiaires étant quant à elles estimées par interpolation ou extrapolation. Pour la commune, le premier recensement exhaustif entrant dans le cadre du nouveau dispositif a été réalisé en 2008.

En 2022, la commune comptait 87 habitants, en évolution de −18,69 % par rapport à 2016 (Meurthe-et-Moselle : −0,13 %, France hors Mayotte : +2,11 %).
| 1793 | 1800 | 1806 | 1821 | 1831 | 1836 | 1841 | 1846 | 1851 |
| ---- | ---- | ---- | ---- | ---- | ---- | ---- | ---- | ---- |
| 155  | 198  | 207  | 218  | 215  | 404  | 250  | 251  | 270  |

| 1856 | 1861 | 1872 | 1876 | 1881 | 1886 | 1891 | 1896 | 1901 |
| ---- | ---- | ---- | ---- | ---- | ---- | ---- | ---- | ---- |
| 280  | 329  | 251  | 241  | 216  | 227  | 205  | 205  | 200  |

| 1906 | 1911 | 1921 | 1926 | 1931 | 1936 | 1946 | 1954 | 1962 |
| ---- | ---- | ---- | ---- | ---- | ---- | ---- | ---- | ---- |
| 206  | 169  | 131  | 129  | 129  | 117  | 108  | 111  | 118  |

| 1968 | 1975 | 1982 | 1990 | 1999 | 2006 | 2008 | 2013 | 2018 |
| ---- | ---- | ---- | ---- | ---- | ---- | ---- | ---- | ---- |
| 96   | 91   | 78   | 70   | 72   | 88   | 92   | 113  | 91   |

| 2022 | - | - | - | - | - | - | - | - |
| ---- | - | - | - | - | - | - | - | - |
| 87   | - | - | - | - | - | - | - | - |

## Culture locale et patrimoine

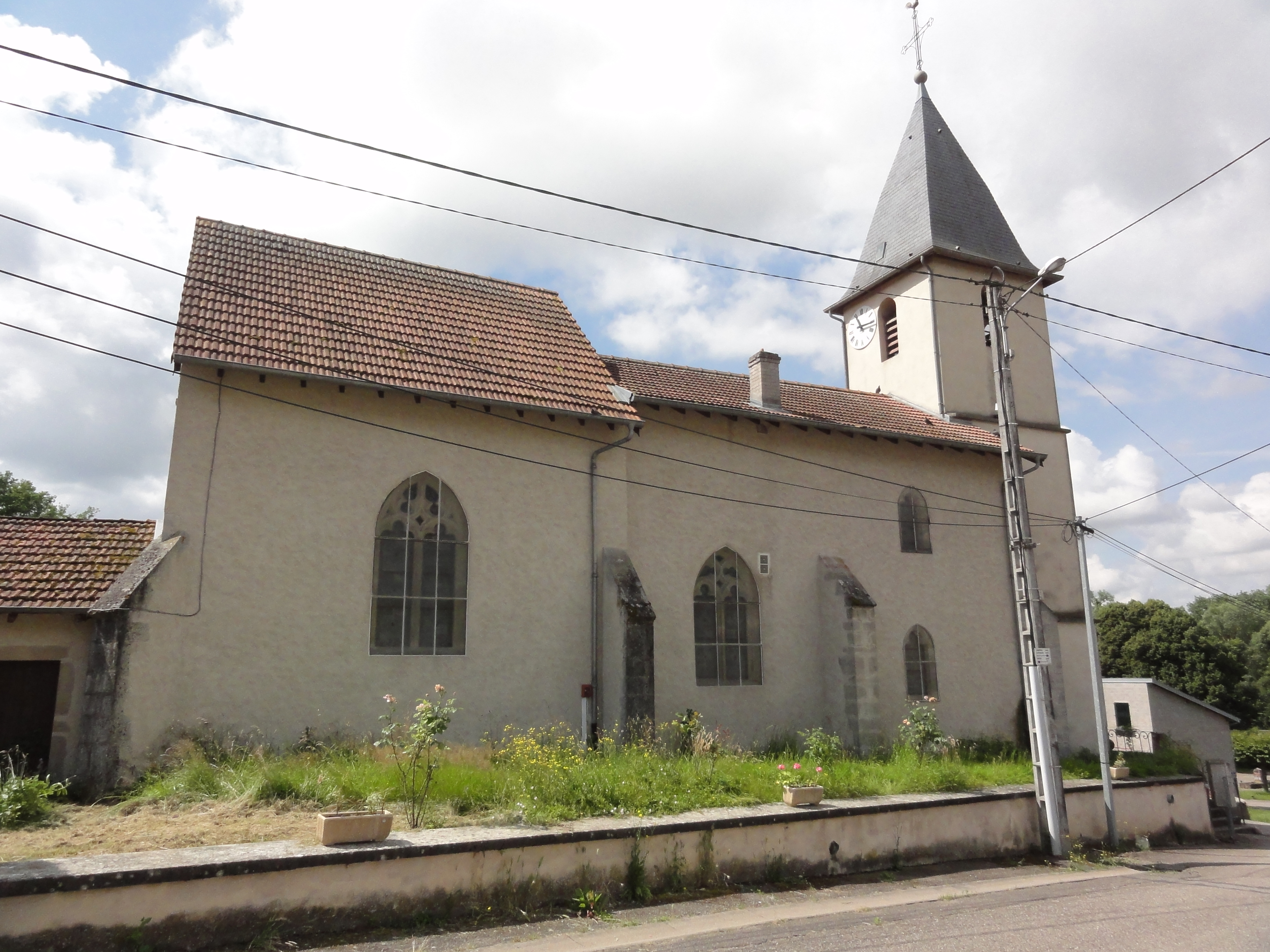
L'église.

### Lieux et monuments
- Église Sainte-Croix des XIVe et XVe siècles : tour à étages XIVe/XVe siècle ; vitraux XVIe siècle. Vitrail du XVIe siècle dans le chœur de l'église.
- En 1877, trois cloches ont été bénies pour l'église Sainte-Croix par l'abbé Robin, curé doyen de Bayon, assisté de l'abbé Pierre Joseph, curé de Lorey. Ces cloches sont nommées d'après les prénoms de leurs parrains et marraines.
  - La 1ere est nommée "Sigisbert Henriette"[27]
  - La 2e est nommée "Julien Marie - Catherine"[28]
  - La 3e est nommée "Arthur Joséphine"[28]

### Personnalités liées à la commune
- Charles-Joseph Dusaulx (1835-1919), l'un des inventeurs du moteur à explosion, est un enfant du pays, enterré dans le cimetière de la commune

### Héraldique
| Blason de Lorey | Blason  | Blasonnement : d’azur à la fasce ondée d’argent, accompagnée en chef et en pointe de deux épis de blé d’or, deux flambeaux de gueules allumés d’or passés en sautoir brochant sur le tout. |
| Blason de Lorey | Détails | Le statut officiel du blason reste à déterminer. |